# Thieves Holm
Thieves Holm (« Île des Voleurs ») est une île du Royaume-Uni située dans l'archipel des Orcades, en Écosse.

## Toponymie
Le nom de l'île est composé de thieves, pluriel de thief, « voleur », et de holm, variante de holm, « île, îlot ».
Il semble que l'île fut autrefois utilisée comme lieu de relégation où les voleurs étaient exilés,, momentanément ou définitivement.

## Description
Il s'agit d'une île inhabitée située dans la baie de Kirkwall, au nord de l'île principale des Orcades, et à environ deux kilomètres au sud-ouest du village de Balfour (en), situé dans l'île de Shapinsay. L'île mesure environ 250 mètres de longueur ; son point culminant est à 6 mètres (20 feet).
L'île est peuplée de cormorans, de mouettes tridactyles et de phoques.